# 티마우켈
티마우켈(스페인어: Timaukel)는 칠레 마가야네스 이 안타르티카칠레나 주 티에라델푸에고 현의 코무나이다.